# Artem Bondarenko
Artem Jurijovyč Bondarenko (in ucraino Артем Юрійович Бондаренко?; Čerkasy, 21 agosto 2000) è un calciatore ucraino, centrocampista dello Šachtar.

## Carriera

### Club
Cresciuto nel settore giovanile dello Šachtar, viene aggregato alla prima squadra dall'allenatore Luís Castro nella seconda metà della stagione 2019-2020, giocando cinque partite in campionato. La stagione successiva, viene mandato in prestito al Mariupol'.

### Nazionale
Ha giocato nelle nazionali giovanili ucraine Under-19 ed Under-21.
Nel maggio 2021 viene convocato per la prima volta in nazionale maggiore.

## Statistiche

### Presenze e reti nei club
Statistiche aggiornate al 21 aprile 2022.
| Stagione               | Squadra                | Campionato             | Campionato | Campionato | Coppe nazionali | Coppe nazionali | Coppe nazionali | Coppe continentali | Coppe continentali | Coppe continentali | Altre coppe | Altre coppe | Altre coppe | Totale | Totale |
| Stagione               | Squadra                | Comp                   | Pres       | Reti       | Comp            | Pres            | Reti            | Comp               | Pres               | Reti               | Comp        | Pres        | Reti        | Pres   | Reti   |
| ---------------------- | ---------------------- | ---------------------- | ---------- | ---------- | --------------- | --------------- | --------------- | ------------------ | ------------------ | ------------------ | ----------- | ----------- | ----------- | ------ | ------ |
| 2019-2020              | Šachtar                | PL                     | 5          | 0          | KU              | 0               | 0               | UEL                | 0                  | 0                  | SU          | -           | -           | 5      | 0      |
| 2020-2021              | Mariupol'              | PL                     | 21         | 8          | KU              | 1               | 0               | -                  | -                  | -                  | -           | -           | -           | 22     | 8      |
| 2021-2022              | Šachtar                | PL                     | 6          | 1          | KU              | 1               | 0               | UCL                | 2                  | 0                  | -           | -           | -           | 9      | 1      |
| 2022-2023              | Šachtar                | PL                     | 28         | 9          | -               | -               | -               | UCL+UEL            | 6+4                | 0+1                | -           | -           | -           | 38     | 10     |
| Totale Sachtar Donetsk | Totale Sachtar Donetsk | Totale Sachtar Donetsk | 39         | 10         |                 | 1               | 0               |                    | 12                 | 1                  |             | -           | -           | 52     | 11     |
| Totale carriera        | Totale carriera        | Totale carriera        | 60         | 18         |                 | 2               | 0               |                    | 12                 | 1                  |             | -           | -           | 74     | 19     |

## Palmarès

### Club

#### Competizioni nazionali
- Campionato ucraino: 3

Šachtar: 2019-2020, 2022-2023, 2023-2024
- Coppa d'Ucraina: 2

Šachtar: 2023-2024, 2024-2025
- Supercoppa d'Ucraina: 1

Šachtar: 2021